# Orthocladius vaillanti
Orthocladius vaillanti är en tvåvingeart som beskrevs av Langton och Peter Scott Cranston 1991. Orthocladius vaillanti ingår i släktet Orthocladius och familjen fjädermyggor. Inga underarter finns listade i Catalogue of Life.